# Niżnia Kopa
Niżnia Kopa (1711 m) – wzniesienie w progu oddzielającym Dolinę Pięciu Stawów Polskich od Doliny Roztoki w polskich Tatrach Wysokich. Znajduje się nad Przednim Stawem, pomiędzy Świstową Czubą a Wyżnią Kopą. Względna wysokość nad lustrem wody w Przednim Stawie wynosi 43 m. Pomiędzy Niżnią i Wyżnią Kopą z progu opada do Doliny Roztoki Litworowy Żleb, pomiędzy Niżnią Kopą a Świstową Czubą płytka depresja, częściowo piarżysta, a częściowo porośnięta krzewami. Niżnia Kopa jest ważnym punktem orientacyjnym. Do Doliny Roztoki opada ścianą o wysokości kilkudziesięciu metrów, pozostałe stoki Niżnej Kopy są łagodniejsze i porośnięte kosodrzewiną. Rośnie wśród niej rzadki w Polsce jarząb nieszpułkowy.
Stokami Niżniej Kopy poniżej jej północnej ściany prowadzi znakowany szlak turystyczny z Doliny Roztoki do schroniska PTTK w Dolinie Pięciu Stawów Polskich. Przez pracowników schroniska szlak ten określany jest nazwą „Popod Kopę”. Zimą trasa ta jest niebezpieczna i z reguły chodzi się wówczas inną trasą nazywaną „Poza Kopę”. Prowadzi ona depresją pomiędzy Niżnią Kopą a Świstową Czubą nad brzeg Przedniego Stawu.
Zimą 1976, podchodząc podczas mroźnej zawieruchy z Doliny Roztoki stokami Niżniej Kopy, dwóch doświadczonych turystów zmarło z wycieńczenia zaledwie kilkanaście metrów przed drzwiami schroniska. Wcześniej porzucili narty i plecaki.

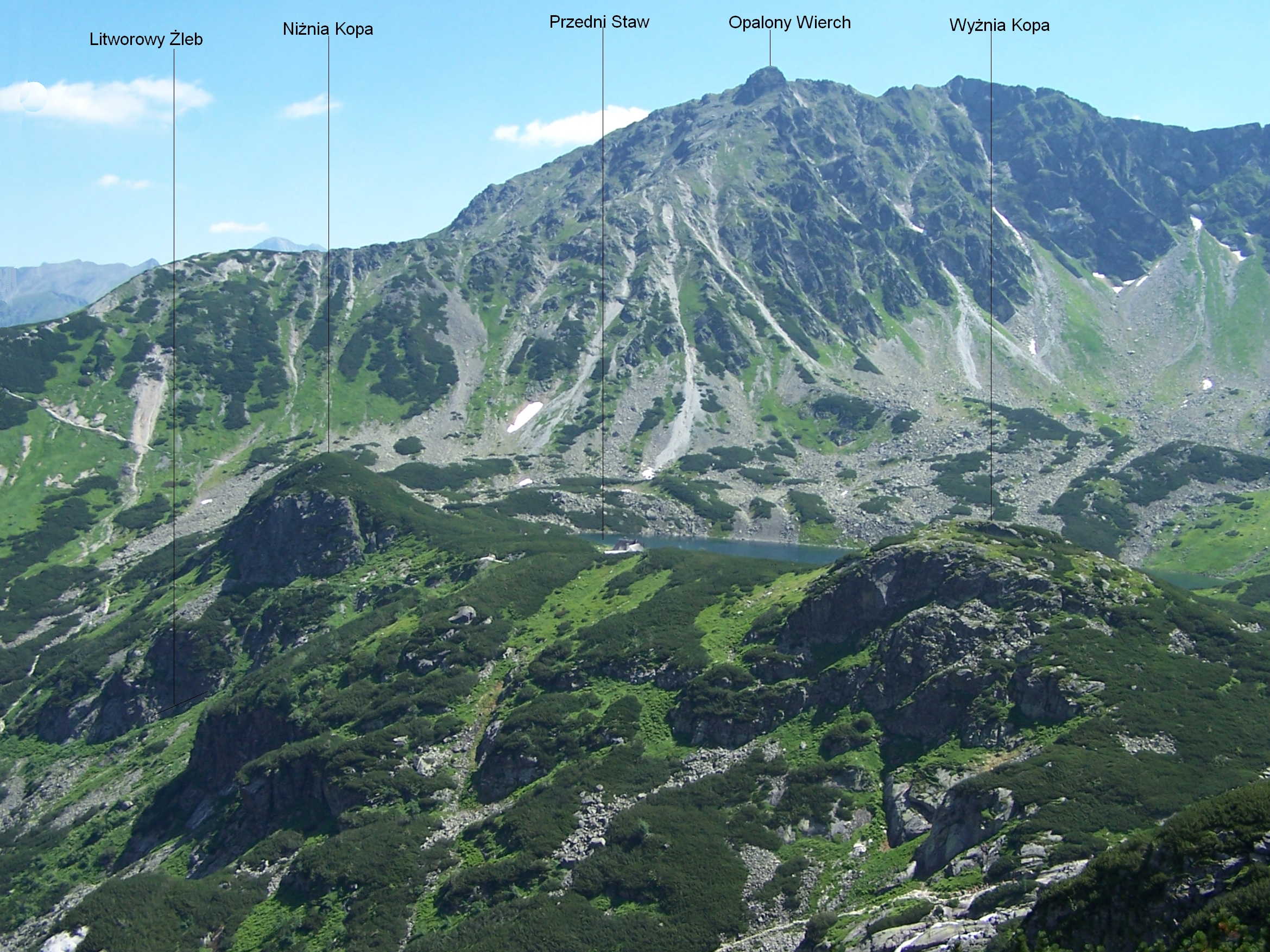
Widok z podejścia na Krzyżne

## Szlaki turystyczne
rozdroże w Dolinie Roztoki – Niżnia Kopa – schronisko PTTK w Dolinie Pięciu Stawów Polskich. Czas przejścia 40 min.